# Улунгура, Мэтиас
Матиас Улунгура (1921—1980; в некоторых источниках также упоминается как Матиас Нгапиатулаваи) — коренной австралиец с островов Тиви, который в 1942 году стал первым австралийцем, взявшим японского военнопленного на австралийскую землю.

## Захват
Улунгура был членом народа Тиви, который в 1942 году жил на острове Мелвилл. 19 февраля поврежденный японский истребитель, возвращавшийся после нападения на аэродром близлежащего острова Батерст, потерпел крушение в районе Змеиного залива на острове Мелвилл. Японский пилот, Хадзимэ Тойосима, пережил аварию, но Улунгура подкрался к нему сзади, удивив его томагавком, и взял его в плен. По словам Улунгуры:
Я пошел за ним и схватил его за запястье возле пистолета. Он сильно испугался. Я взял револьвер возле его колена, с правой стороны. Затем я пошёл назад и, указывая пистолетом, говорю ему: «Подними две руки, больше не держись за голову».

— Матиас Улунгура

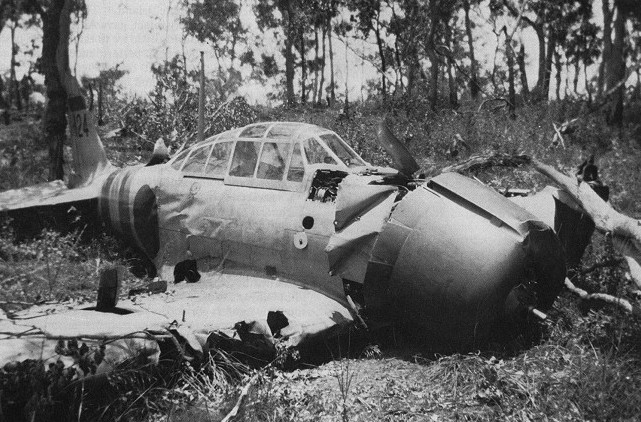
Обломки самолёта.

Улунгура отвел своего заключенного в охрану RAAF, расположенную на аэродроме острова Батерст, где его перевели под стражу. Первоначально Тойосима использовал псевдоним Тадао Минами и утверждал, что он был вымыт на берег в попытке помешать захватчикам найти его сбитый самолёт, но после допроса полиция проверила его историю и обнаружила обломки самолёта. Обломки были переданы Дарвину, а Тойосима был доставлен в лагерь для военнопленных, где он умер в 1944 году во время прорыва Каура.
Хотя Улунгуру нельзя было завербовать из-за его расы (австралийская военная политика в то время запрещала вербовку коренных австралийцев), капрал Мур, один из двух охранников, постоянно находящихся на острове Батерст, взял Улунгуру в качестве своего личного телохранителя и помощника.

## Мемориал
Правительство Северной Территории в 1985 году открыло памятник Улунгуре. Посвящение мемориала, принявшего форму пирамиды из камней, посетили главный министр Йен Таксуорт и лидер оппозиции Боб Коллинз.
Несмотря на роль Улунгуры как первого австралийца, взявшего японского военнопленного в Австралии, он остается относительно неизвестным. Лидер коренных народов Мик Додсон отметил, что «тот факт, что абориген взял первого японского военнопленного на австралийской земле, едва ли известен в Австралии».
Бронзовая статуя Маттиаса Улунгуры в натуральную величину была установлена на острове Батерст в 2016 году.